# Alliance of American Football
Die Alliance of American Football (AAF) war eine aus acht Mannschaften bestehende US-amerikanische Profiliga im American Football, die von Charlie Ebersol und Bill Polian gegründet wurde. Der Spielbetrieb begann am 9. Februar 2019, eine Woche nach dem Super Bowl LIII, dem Meisterschaftsspiel der National Football League (NFL). Am 2. April setzte sie den Spielbetrieb aus, am 17. April 2019 wurde die AAF offiziell aufgelöst.

## Geschichte

### Gründung
Charlie Ebersol, Sohn von XFL-Mitbegründer Dick Ebersol, drehte 2016 für die ESPN-Dokureihe 30 for 30 eine Dokumentation über die XFL. Während der Dreharbeiten für This Was the XFL sah er im Produkt einer Footballliga im Frühling Potential, sah aber am Beispiel der XFL nur ein schlechtes Produkt, das die Möglichkeiten nicht ausgenutzt hatte. Ebersol begann zusammen mit Bill Polian, die Führungskräfte der AAF zu rekrutieren und andere ehemalige Profiligen zu analysieren. Als Ziel benannte Ebersol nicht die Neuerfindung des Footballs, sondern das Aussondern des Schlechten. Zudem beabsichtigte er, das Spiel schneller zu machen. Als Richtwert nannte er eine Spieldauer von unter 150 Minuten. Im März 2018, kurz nach der Ankündigung einer Reaktivierung der XFL für 2020, gab Ebersol die Gründung der AAF bekannt. Als Starttermin benannte er den 9. Februar 2019. Gleichzeitig wurde, anders als bei der XFL, auch ein erster Medienplan mit CBS als Hauptpartner verkündet.
Bis zum 30. Juni 2018 hatte die AAF die ersten 100 Spieler unter Vertrag. Zur weiteren Spielerauswahl hielt die AAF im August 2018 drei Scouting Combines ab. Ende August 2018 hatte die AAF über 200 Spieler unter Vertrag. Im September 2018 wurden schließlich die Namen und Logos der AAF-Teams vorgestellt.

### Saison 2019
Die Spielpläne für die erste Saison der AAF wurden Mitte Oktober 2018 veröffentlicht. Nachdem Mitte November im Alamodome in San Antonio Quarterback Skill Training Camps abgehalten wurden, begann Ende November mit dem „Protect or Pick“ Quarterback Draft der Mannschaftsaufbau.
Am 9. Februar 2019 begann die Saison. Kicker Younghoe Koo von den Atlanta Legends konnte mit einem 38-Yard-Field-Goal die ersten Punkte in der Geschichte der AAF erzielen. Einen Tag später gelang den Birmingham Iron mit 26:0 gegen die Memphis Express der erste Shutout in der Ligahistorie. Am 2. April 2019 gab die AAF bekannt, den Spielbetrieb einzustellen. Grund dafür waren gescheiterte Verhandlungen mit der National Football League Players Association, die die AAF zur offiziellen Entwicklungsliga der NFL gemacht hätten. Diese Verhandlungen waren schon frühzeitig geführt worden. Ebersol hatte ursprünglich geplant, erst nach drei Jahren eine Vereinbarung mit der NFL einzugehen. In der Folge entzog Ligapräsident Tom Dundon der AAF weitere finanzielle Zuschüsse, wodurch die finanziellen Belastungen die Möglichkeiten überschritten, was zum Konkurs führte und in der anschließenden frühzeitigen Auflösung der AAF endete.

## Mannschaften
Die AAF bestand aus acht zentral geführten Mannschaften, die – mit Ausnahme von Salt Lake City – allesamt in Städten an oder südlich des 35. Breitengrades beheimatet sind. Grund dafür war, dass die NFL in diesem Bereich noch nicht so stark vertreten ist, Football einen großen Zuspruch genießt und viele Städte früher bereits ein NFL-Team hatten oder sich seit längerem um eines bewerben. Zudem befanden sich alle Teams (außer Birmingham) in Metropolregionen, in denen mindestens ein Sportfranchise in einer der „großen“ US-amerikanischen Sportarten existiert. In sechs der acht Märkte ist derzeit kein NFL-Team beheimatet.
| Team                   | Stadt/Region           | Stadion                       | Kapazität        | Erste Spielzeit  | Cheftrainer      |
| Eastern Division       | Eastern Division       | Eastern Division              | Eastern Division | Eastern Division | Eastern Division |
| ---------------------- | ---------------------- | ----------------------------- | ---------------- | ---------------- | ---------------- |
| Atlanta Legends        | Atlanta, Georgia       | Georgia State Stadium         | 25.000           | 2019             | Kevin Coyle      |
| Birmingham Iron        | Birmingham, Alabama    | Legion Field                  | 71.594           | 2019             | Tim Lewis        |
| Memphis Express        | Memphis, Tennessee     | Liberty Bowl Memorial Stadium | 58.325           | 2019             | Mike Singletary  |
| Orlando Apollos        | Orlando, Florida       | Spectrum Stadium              | 44.206           | 2019             | Steve Spurrier   |
| Western Division       |                        |                               |                  |                  |                  |
| Arizona Hotshots       | Tempe, Arizona         | Sun Devil Stadium             | 57.078           | 2019             | Rick Neuheisel   |
| Salt Lake Stallions    | Salt Lake City, Utah   | Rice-Eccles Stadium           | 45.807           | 2019             | Dennis Erickson  |
| San Antonio Commanders | San Antonio, Texas     | Alamodome                     | 64.000           | 2019             | Mike Riley       |
| San Diego Fleet        | San Diego, Kalifornien | SDCCU Stadium                 | 70.561           | 2019             | Mike Martz       |

## Regelwerk
Das Regelwerk der AAF basierte auf dem der National Football League, wies jedoch einige Unterschiede auf. So gab es keinen Point after Touchdown, stattdessen mussten die Teams eine Two-Point Conversion versuchen. Auch die Kickoffs wurden abgeschafft, stattdessen begann ein Team automatisch an der eigenen 25-Yard-Linie. Ein Onside Kick wurde durch eine 4th&12-Situation von der eigenen 28-Yard-Linie ersetzt. Diese Versuche waren jedoch nur bei einem Rückstand innerhalb der letzten 5 Minuten oder von mindestens 17 Punkten zulässig. Wollte eine Mannschaft nach einem Safety im Ballbesitz verbleiben, so hatte sie die Möglichkeit, von der eigenen 18-Yard-Linie innerhalb eines Downs 12 Yards zu erzielen, um im Ballbesitz zu bleiben.
Als weitere Änderung betrug die Zeit zwischen den Spielzügen 35 Sekunden statt 40 Sekunden. Im Falle eines Gleichstandes nach Ende der regulären Spielzeit erhielten beide Mannschaften einen Angriff von der gegnerischen 10-Yard-Linie. Bestand nach den Angriffen beider Teams weiterhin ein Gleichstand, so endete das Spiel unentschieden. Field Goals waren in der Overtime nicht erlaubt.
Weitere Unterschiede ergaben sich durch die Einführung eines achten Schiedsrichters, dem Sky Judge, der auf Basis des Videomaterials auf übersehene Regelverstöße hinwies. Zudem wurde der Pass Rush auf maximal fünf Spieler begrenzt. Diese Spieler durften maximal fünf Yards von der Line of Scrimmage entfernt sein und maximal zwei Yards außerhalb des äußersten Offensive Lineman stehen. Jeder Spieler, der sich vor oder während des Snaps in diesem Bereich an der Line of Scrimmage aufgestellt hat, wurde automatisch zu diesen fünf Personen gezählt, unabhängig, ob er tatsächlich rusht oder nicht. Ausnahmen ergeben sich bei Play-Action- und Run-Pass-Option-Spielzügen. Ein Verstoß gegen diese Regelung wurde mit einer 15-Yard-Strafe für Illegal Defense geahndet. Grund für die Einführung der Illegal Defense war die Absicht der Liga, punktreiche Spiele bieten zu können.

## Saisonverlauf

### Allgemeines
Die Saison der AAF begann mit den einmonatigen Trainingscamps, bei der alle Teams an einem Ort trainieren – 2019 war dies San Antonio. Nach einem Preseason-Spiel je Mannschaft wurden die 75-Mann-Kader auf 52 getrimmt. Die Regular Season der AAF begann dann eine Woche nach dem Super Bowl. Sie hätte zehn Wochen laufen sollen, in denen insgesamt vierzig Spiele gespielt werden sollten. Ein Team sollte dabei gegen jede Mannschaft der eigenen Division je ein Heim- und ein Auswärtsspiel und ein Spiel gegen alle vier Teams der anderen Division spielen. Im Anschluss sollten die beiden besten Teams jeder Division in den Play-offs den Divisionssieg ausspielen. Die jeweiligen Sieger sollten schließlich noch im AAF Championship Game in Las Vegas die Meisterschaft ausspielen.

### Statistik 2019
Spiele
|                        | Hotshots | Legends | Iron     | Express | Apollos | Stallions | Commanders | Fleet |
| Arizona Hotshots       |          | 11:14   | –        |         |         | 38:22     | 25:29      | 32:15 |
| Atlanta Legends        |          |         | 12:28    | 23:20   | 6:36    | –         | 6:37       |       |
| Birmingham Iron        |          | 17:9    |          | 26:0    | 14:31   | 12:9      | 11:12      |       |
| Memphis Express        | 18:20    | –       | 31:25 OT |         | 31:34   |           |            | 26:23 |
| Orlando Apollos        | 17:22    | 40:6    | –        | 21:17   |         |           |            | –     |
| Salt Lake Stallions    | 23:15    |         |          | 22:9    | 11:20   |           | –          | 8:3   |
| San Antonio Commanders | 6:23     |         |          | –       | 29:37   | 19:15     |            | 15:6  |
| San Diego Fleet        | –        | 24:12   | 29:32    |         |         | 27:25     | 31:11      |       |

Eastern Division
|    | Team            | Sp. | S | N | U | SQ   | P+  | P−  | Diff. | CONF | Serie |
| -- | --------------- | --- | - | - | - | ---- | --- | --- | ----- | ---- | ----- |
| 1. | Orlando Apollos | 8   | 7 | 1 | 0 | .875 | 236 | 136 | +100  | 5–0  | 2S    |
| 2. | Birmingham Iron | 8   | 5 | 3 | 0 | .625 | 165 | 133 | +032  | 3–2  | 1S    |
| 3. | Memphis Express | 8   | 2 | 6 | 0 | .250 | 152 | 194 | −042  | 1–4  | 1N    |
| 4. | Atlanta Legends | 8   | 2 | 6 | 0 | .250 | 088 | 213 | −125  | 1–4  | 3N    |

Western Division
|    | Team                   | Sp. | S | N | U | SQ   | P+  | P−  | Diff. | CONF | Serie |
| -- | ---------------------- | --- | - | - | - | ---- | --- | --- | ----- | ---- | ----- |
| 1. | San Antonio Commanders | 8   | 5 | 3 | 0 | .625 | 158 | 154 | +004  | 3–2  | 1N    |
| 2. | Arizona Hotshots       | 8   | 5 | 3 | 0 | .625 | 186 | 144 | +042  | 3–2  | 3S    |
| 3. | San Diego Fleet        | 8   | 3 | 5 | 0 | .375 | 158 | 161 | −003  | 2–3  | 3N    |
| 4. | Salt Lake Stallions    | 8   | 3 | 5 | 0 | .375 | 135 | 143 | −008  | 2–3  | 1S    |

Legende:
| Sp. absolvierte Spiele | Siege                 | Niederlagen          | Unentschieden                                           | SQ Siegquote                              |
| P+ erzielte Punkte     | P− gegnerische Punkte | Diff. Punktdifferenz | CONF Sieg-Niederlagen-Verhältnis innerhalb der Division | Serie Gewonnene/verlorene Spiele in Folge |

## Personen und Gehälter
Jedes Team der AAF hatte einen 52 Personen umfassenden Kader. Vor Beginn der Saison war dieser noch 75 Spieler umfassend. Alle Spieler erhielten unabhängig von ihrer Position einen Dreijahresvertrag über nicht-garantierte 250.000 US-Dollar. Zudem war es möglich Boni zu erhalten. Diese wurden entweder auf Basis von Teamleistungen ausgezahlt – beispielsweise erhielten alle Defense-Spieler einen Bonus, weil ihr Team die wenigsten Punkte zugelassen hat – oder auf Basis von individuellen Leistungen in ihrer Gemeinschaft oder in sozialen Medien. Zusätzlich wurden alle Spieler krankenversichert und erhielten ein Bildungsstipendium.
Die Spieler wurden dabei über ein Punktesystem zugewiesen. Jedem Team wurden zudem regionale Colleges, NFL- und CFL-Teams zugewiesen, an deren Ex-Spieler sie die Exklusivrechte haben. Die Ausnahme stellten hierbei die Quarterbacks dar, die über einen Draft ausgewählt wurden. Ziel war es dabei, die regional bekannten Spieler in der Region zu halten, um dadurch die Fans an die lokalen AAF-Teams zu binden. Spieler, die bei keinem NFL- oder CFL-Team gespielt hatten und keinem zugewiesenen College angehörten, können bei jedem Team unterschreiben. Alle Spielerverträge enthielten zudem eine Klausel, die es den Spielern erlaubte, im Falle eines NFL-Vertragsangebotes die AAF zu verlassen.
Jedes Team hat zudem 11 bis 13 Trainer. Die Head Coaches verdienten dabei etwa 500.000 US-Dollar, Coordinatoren zwischen 200.000 und 250.000 US-Dollar und Positionstrainer zwischen 75.000 und 150.000 US-Dollar. Damit lagen die Gehälter unter denen der NFL oder dem höchsten College-Level auf der jeweiligen Position. Insgesamt verwendete die Liga damit ca. 2 Millionen US-Dollar pro Team auf Trainergehälter.
Die AAF hatte zudem 85 Schiedsrichter unter Vertrag. 30 von diesen waren dabei Teil des NFL Official Development Programs (dt.: NFL-Schiedsrichter-Entwicklungprogramm).

## Übertragungsrechte
Mit Bekanntgabe der Gründung verkündete die AAF eine Vereinbarung mit CBS Sports. Diese sah vor, dass CBS sowohl das Eröffnungsspiel der AAF, als auch das Championship Game überträgt. Zudem wurde wöchentlich ein Spiel exklusiv auf dem CBS Sports Network übertragen. Alle anderen Spiele wurden auch kostenlos in der App der AAF zum Stream angeboten.
Im Januar 2019 gab die AAF weitere Rechtevergaben an. TNT hätte zwei Spiele pro Saison übertragen sollen, eines in der Regular Season und ein Play-off-Spiel. Das zu TNT gehörende B/R Live erhielt die Rechte an einem Spiel (beginnend am 23. Februar 2019) und das NFL Network für zwei Spiele pro Woche. Weiters wurden im Februar 2019 SiriusXM Übertragungsrechte verkauft, ohne dabei jedoch einen festen Übertragungsplan zu veröffentlichen.

## Wirtschaftliches
Die AAF versuchte, durch günstige Ticketpreise von unter 50 US-Dollar attraktiv für Zuschauer zu sein. Zudem zielte sie darauf ab, durch schnelle Technologie und der zunehmenden Legalisierung von Sportwetten Glücksspieler für sich zu gewinnen. Als Investoren konnte die AAF das Glücksspiel- und Unterhaltungsunternehmen MGM Resorts International, die Risikokapitalgesellschaft Peter Thiel’s Founders Fund und das Medienunternehmen Chernin Group gewinnen. MGM unterzeichnete zudem einen Dreijahresvertrag mit der AAF, die sie zum offiziellen Wettpartner machte und ihnen Exklusivrechte für In-Game-Wetten gab. Die AAF wurde so zur ersten größeren Sportorganisation, die Exklusivrechte für In-Game-Wetten vergab.
Als Ausrüster und Merchandise-Partner konnte man für mehrere Jahre einen Vertrag mit der G-III Apparel Group für die Marke Starter abschließen. Zehn Tage nach dem Start der Liga, erhielt die AAF eine Investition in Höhe von 250 Millionen US-Dollar von Tom Dundon, dem Besitzer des NHL-Teams Carolina Hurricanes. Dundon wurde gleichzeitig zum Präsidenten der Liga ernannt. Die Investition erfolgte dabei auf wöchentlicher Basis, sodass nicht die volle Summe tatsächlich in der Liga landete. Bis zum Aussetzen des Spielbetriebs hatte Dundon insgesamt 70 Millionen US-Dollar in die AAF gesteckt.
Aufgrund der hohen Spielergehälter von 104 Millionen US-Dollar, den niedrigen Ticketpreisen und dem Verzicht auf TV-Timeouts für Werbung wurde früh die langfristige Rentabilität der AAF in Frage gestellt. Ebersol hatte mit Gewinnen erst nach sieben bis zehn Jahren Spielbetrieb kalkuliert.
Nachdem bereits am 2. April der Spielbetrieb eingestellt worden war, meldete die AAF am 18. April 2019 Konkurs an und gab die Auflösung der Liga bekannt. Ausschlaggebend für die Pleite sollen fehlgeschlagene Verhandlungen von Dundon über die Verfügbarkeit von NFL-Spielern in der AAF gewesen sein.

## Kritik
Kritisch wurde die AAF aus Sicht der Canadian Football League (CFL) gesehen. US-amerikanische Spieler würden der CFL entzogen, da diese für etwa das gleiche Gehalt nur zehn statt achtzehn Spiele pro Saison spielen müssen und dabei auch in ihrem Heimatland bleiben können.
Sportlich wurde die AAF gemäßigt aufgenommen. Gelobt wurden vor allem die neuen Regeländerungen und die Livekommentierung von Videobeweisen durch den Replay Official selbst. Das Spiel hätte dadurch schneller werden und die Liga sich transparenter zeigen können. Das sportliche Niveau wurde jedoch eher zwischen Group-of-Five-Football und NFL-Preseason-Spielen gesehen.
Beim Eröffnungsspiel der Liga konnte die AAF die zweitbesten Quoten insgesamt und die beste Quote in der werberelevanten Zielgruppe erzielen. Sie konnte damit die Übertragung eines Spiels der National Basketball Association (NBA) übertreffen, blieb jedoch hinter einer Wiederholung von America’s Got Talent in der Gesamtzuschauerzahl.